# Кенжебулатов, Марат Кайратович
Кенжебулатов Марат Кайратович (англ. Marat Kenzhebulatov, род.17 сентября 1978 года, г. Серебрянск, Казахская ССР) — казахстанский спортсмен, чемпион мира по Бразильскому джиу-джитсу в разделе Ги и Ноу Ги (SJJIF, 2021) среди черных поясов, бронзовый призёр чемпионата Европы по Бразильскому джиу-джитсу (IBJJF, 2018), бронзовый призёр Национального чемпионата США по Бразильскому джиу-джитсу (IBJJF, 2021), главный тренер и владелец залов джиу-джитсу Bars Checkmat в Лос-Анджелесе и в Алмате.

## Биография
Кенжебулатов Марат родился 17 сентября 1978 года в Серебрянске в Казахстане.
В 1995 году окончил лицей № 9 в Астане.
1995 — 1999 — получение высшего образования в Новосибирском Государственном университете (экономический факультет).
В 2001 году окончил магистратуру экономического факультета НГУ.
Свои первые тренировки по бразильскому Джиу-Джитсу Марат Кенжебулатов начал в 2012 году.
Кенжебулатов Марат содействовал, чтобы клуб Bars в Алмате стал представлять академию Checkmat, что подразумевает возможности повышать ранг до черного пояса.
В 2020 году открыл зал Джиу-Джитсу в Лос-Анджелесе.
В 2021 году выпустил книгу «Техники НЛП в учебно-тренировочном процессе Бразильского Джиу-Джитсу».

## Чемпионаты
San Diego International Open Jiu Jitsu Championship 2022 among black belts — золото.
SAN DIEGO INTERNATIONAL OPEN IBJJF JIU-JITSU NO-GI CHAMPIONSHIP 2022 among black belts — золото.
AMERICAN NATIONAL IBJJF JIU-JITSU CHAMPIONSHIP 2022 among black belts — бронза.
AMERICAN NATIONAL IBJJF JIU-JITSU NO-GI CHAMPIONSHIP 2022 among black belts — серебро.
2022 SJJIF WORLD JIU-JITSU CHAMPIONSHIP among black belts — золото.

## Публикации
- Стратегия построения борьбы в бразильском джиу-джитсу в первую минуту схватки (Актуальные проблемы педагогики и психологии 2021. Т.2,  №11)[13]
- Стратегия увеличения шансов на победу в бразильском джиу-джитсу за счет комплекса упражнений для развития гибкости суставов. (Инновации, наука, образование №45 от 10 ноября 2021)
- How to Get Rid of Anxiety Before a Competition Using NLP Technics[14]
- Комплекс силовых упражнений с отягощениями, направленный на повышение силовых показателей в бразильском джиу-джитсу (ФК:ВОТ №6 2021)[15]
- Методология сброса веса для участия в соревнованиях по бразильскому Джиу-Джитсу[16]
- Стратегия успешного подбора техники для спортсмена в Бразильском Джиу-Джитсу»[17]